# Тлальнепантла (Морелос)
Тлальнепантла (исп. Tlalnepantla) — посёлок и административный центр одноимённого муниципалитета в мексиканском штате Морелос. Численность населения, по данным переписи 2010 года, составила 3872 человека.

## Общие сведения
Название Tlalnepantla происходит из языка науатль и его можно перевести как: центр земли.
Поселение Тлальнепантла было основано в 1690 году монахами Фраем Торибио и Фраем Хуаном де Сумаррагой.